# Antigibbaeum
Antigibbaeum é um género botânico pertencente à família Aizoaceae.